# Euthygomphus fujianensis
Euthygomphus fujianensis – gatunek ważki z rodziny gadziogłówkowatych (Gomphidae). Znany tylko z miejsca typowego w Wuyishan w prowincji Fujian (wschodnie Chiny).